# IC 2068
IC 2068 — галактика типу S0-a (спіральна галактика) у сузір'ї Різець.
Цей об'єкт міститься в оригінальній редакції індексного каталогу.